# ジョアン・アルメイダ
ジョアン・ペドロ・ゴンサウヴェス・アルメイダ（João Pedro Gonçalves Almeida、1998年8月5日 - ）は、ポルトガル、カルダス・ダ・ライーニャ出身の自転車競技（ロードレース）選手。

## 経歴
2017年
- ブルガリアのコンチネンタルチーム、ユニユーロ・トレヴィジアーニ＝ヘムス1896でプロデビュー。

2018年
- ハーゲンスバーマン・アクセオンに移籍。

2020年
- ドゥクーニンク・クイックステップに移籍。
- グランツール初出場となるジロ・デ・イタリアでは、第3ステージを終えて総合首位に立ち、1998年のアカシオ・ダシルバ以来31年ぶりに、ポルトガル人としてマリア・ローザを着用[2]。以後、第18ステージを終えるまでの15日間、マリア・ローザを守った[3]。

2021年
- 8月6日、来期から5年契約でUAE チーム・エミレーツへ移籍することが発表された[4]。

## 主な戦績

### 2016年
- ポルトガル選手権
  -  ジュニア 個人ロードレース 優勝
  -  ジュニア 個人タイムトライアル 優勝

### 2017年
- ツアー・オブ・メルシン 区間優勝（第3ステージ）
- Toscana-Terra di Ciclismo 区間優勝（第2ステージ）
- ツアー・オブ・ウクライナ  ヤングライダー賞（第4ステージ優勝）

### 2018年
- リエージュ〜バストーニュ〜リエージュ U23 優勝
- ロンド・ド・リザール  ヤングライダー賞
- ジロ・シクリスティコ・デ・イタリア（英語版）  ヤングライダー賞

### 2019年
- ポルトガル選手権
  -  U23 個人ロードレース 優勝
  -  U23 個人タイムトライアル 優勝
- ツアー・オブ・ユタ  ヤングライダー賞

### 2020年
- ツール・ド・レン  ヤングライダー賞
- セッティマーナ・インテルナツィオナーレ・ディ・コッピ・エ・バルタリ 区間優勝（第1bステージ・チームタイムトライアル）
- ジロ・デ・イタリア 総合4位

### 2021年
- ボルタ・ア・カタルーニャ  ヤングライダー賞
- ポルトガル選手権  個人タイムトライアル 優勝
- ツール・ド・ポローニュ  総合優勝、 ポイント賞（第2、4ステージ優勝）
- ツール・ド・ルクセンブルク  総合優勝、 ポイント賞、 ヤングライダー賞（第1ステージ優勝）

### 2022年
- パリ〜ニース  ヤングライダー賞
- ボルタ・ア・カタルーニャ 区間優勝（第4ステージ）
- ポルトガル選手権  個人ロードレース 優勝
- ブエルタ・ア・ブルゴス 区間優勝（第5ステージ）

### 2023年
- ティレーノ〜アドリアティコ  ヤングライダー賞
- ジロ・デ・イタリア 総合3位、 ヤングライダー賞（第16ステージ優勝）
- ポルトガル選手権  個人タイムトライアル 優勝

### 2024年
- パリ〜ニース 区間優勝（第3ステージ・チームタイムトライアル）
- ツール・ド・スイス 総合2位（第6ステージ、第8ステージ・個人タイムトライアル優勝）

### 2025年
- パリ〜ニース 区間優勝（第4ステージ）
- イツリア・バスク・カントリー
  -  総合優勝
  -  ポイント賞
  - 区間2勝 (第4、6ステージ)
- ツール・ド・ロマンディ  総合優勝
- ツール・ド・スイス
  -  総合優勝
  -  ポイント賞
  - 区間3勝 (第4、7ステージ、第8ステージ・個人タイムトライアル)

### グランツールの総合成績
| グランツール               | 2020 | 2021 | 2022 | 2023 | 2024 | 2025 |
| -------------------------- | ---- | ---- | ---- | ---- | ---- | ---- |
| ジロ・デ・イタリア         | 4    | 6    | DNF  | 3    | －   | －   |
| ツール・ド・フランス       | －   | －   | －   | －   | 4    |      |
| ブエルタ・ア・エスパーニャ | －   | －   | 5    | 9    | DNF  |      |